# Dollaro dominicano
Il dollaro è stato la valuta di Dominica fino al 1862 e di nuovo dal 1913. Attualmente circola il dollaro dei Caraibi orientali.

## Primo dollaro
Il primo dollaro era costituito da dollari spagnoli o da real coloniali spagnoli bucati o tagliati in parti. Il dollaro era suddiviso in bit (dal valore di 9 penny). Prima del 1813 il cambio era di 11 bit per un holey dollar, ovvero 12½ bit per un dollaro intero. Dopo il 1813, i rapporti diventarono di 16 bit per un holey dollar, ovvero 18 bit per un dollaro intero. Nel 1862 la sterlina britannica divenne la valuta ufficiale dell'isola.

### Monete
La prima serie di monete fu prodotta tra il 1791 ed il 1798 nei tagli da 1½, 5½ ed 11 bit; le monete da 5½ bit erano pezzi da 4 real spagnoli bucati e quelle da 11 bit erano prodotte bucando i real da 8, mentre quelle da 1½ bit erano ottenute con i tasselli centrali che venivano tolti per produrre le monete da 11 bit.
La seconda serie fu emessa nel 1813 ed era costituita da monete da 3, 4, 6, 12 e 16 bit. Le monete da 12 e 16 bit erano pezzi da 8 bucati, e la parte estratta per fare la moneta da 12 bit era usata per produrre le altre monete. Con il disco estratto intero si faceva la moneta da 6 bit, spezzandolo a metà si creava quella da 3 bit ed il dischetto veniva a sua volta forato per creare la moneta da 4 bit.
La terza serie fu emessa tra il 1816 ed il 1818 ed era costituita da una moneta da 2 bits ed una da 2 shilling e 6 penny (segnata 2/6, pari a 3⅓ bi). La moneta da 2 bit era un pezzo forato da 2 real mentre quella da 2/6 era un pezzo da otto diviso in quattro parti.

## Secondo dollaro
Nel 1913 furono emesse le prime banconote private, denominate in dollari. Dal 1920 alcune di queste banconote furono denominate anche in sterline, al rapporto di 1 dollaro = 4 scellini e 2 penny. Nel 1935 fu introdotto il dollaro delle Indie occidentali britanniche, dello stesso valore del dollaro dominicano e degli altri dollari che circolavano nelle Indie occidentali britanniche. Banche private continuarono ad emettere banconote fino al 1941. Il dollaro delle Indie occidentali britanniche  fu sostituito nel 1965 dal dollaro dei Caraibi orientali.

### Banconote
La "Royal Bank of Canada" introdusse le banconote da 5 dollari nel 1913, continuando ad emetterle fino al 1938. La "Colonial Bank" emise biglietti da 5 dollari fino al 1926, dopo di che la "Barclays Bank" (che nel frattempo aveva assorbito la "Colonial Bank") iniziò ad emettere biglietti da 5 dollari e continuò fino al 1941.